# USAT Buford
Pour les articles homonymes, voir Buford.
L'USAT Buford était un navire combiné cargo/passagers, lancé en 1890 sous le nom de SS Mississippi . Il a été acheté par l'armée américaine en 1898 pour servir au transport pendant la guerre hispano-américaine. En 1919, il fut brièvement transféré à la marine américaine, sous le nom d'USS Buford (ID 3818), pour rapatrier les troupes après la Première Guerre mondiale. Plus tard dans l'année, il retourna dans l'armée.
En décembre 1919, il est surnommé Soviet Ark ou Red Ark (Arche soviétique ou Arche rouge) par la presse de l'époque. Cela est du au fait que le Buford fut utilisé par le ministère de la Justice et le ministère du Travail des États-Unis pour expulser 249 non-citoyens vers la Russie en raison de leurs prétendues convictions politiques anarchistes ou syndicalistes.
Il est vendu à des intérêts privés en 1923, puis engagé à la mi-1924 pour servir de décor au film muet de Buster Keaton, La Croisière du Navigator. Il est démantelé en 1929.

## Histoire du navire
Le navire construit par Harland & Wolff de Belfast, en Irlande, commence sa vie sous le nom de SS Mississippi. Il est commandé par Bernard N. Baker de Baltimore et l'Atlantic Transport Line. Bien qu'il soit de facto propriété américaine, il bat pavillon britannique, en raison des économies des lois de navigation de l'époque. Le Mississippi est lancé le 29 août 1890 et commence son voyage inaugural, depuis Londres, le 28 octobre 1890. À son commandement se trouvait son premier capitaine, Hamilton Murrell, « Héros de la catastrophe du Danmark », qui, un an plus tôt, avait sauvé 735 vies lors du naufrage du paquebot danois Danmark, le plus grand sauvetage unique à l'époque.
Au cours de la première année de sa carrière, le Mississippi silionne les eaux entre Londres, Swansea, Philadelphie et Baltimore.
En janvier 1892, le Mississippi est déplacé sur la ligne Londres-New York, où il reste jusqu'à ce qu'il soit acheté par le département des quartiers-maîtres de l'armée américaine dans le cadre d'un accord portant sur sept navires le 24 juin 1898, et devint un navire de transport de l'armée, servant dans le théâtre des Caraïbes de la guerre hispano-américaine. Le Mississippi reçoit le numéro « 25 » le 5 juillet 1898. Cependant, il navigue sous son nom jusqu'au 2 mars 1899, l'année suivante, date à laquelle il est officiellement renommé USAT Buford, en l'honneur du général John T. Buford, officier de cavalerie de l'Union et héros de la bataille de Gettysburg de la guerre civile américaine.
Le 28 mai 1900, le Buford entre dans les chantiers navals de la Newport News Ship-Building Company pour un réaménagement majeur pour servir de navire de transport de troupes pour le service entre les États-Unis et les Philippines. Deux de ses quatre mâts d'origine sont retirés ; les deux autres sont remplacés par de longs mâts. Lors de sa conversion, le Buford ratera le pic de la révolte des Boxers. Une fois de retour en service en novembre de cette année-là, le Buford reprend un service régulier sur la ligne Pacifique de San Francisco à Honolulu et Guam, se terminant à Manille et revenant via Nagasaki et Honolulu.
À 5h12 le mercredi 18 avril 1906, le Buford est à San Francisco lorsque le séisme de 1906 frappe. Il est transporté du quai vers la baie pour éviter l'incendie qui en a résulté et est l'un des trois transports, avec le Crook et le Warren, utilisés dans le port comme entrepôts temporaires pour les fournitures arrivant par mer dans la ville, sinistrée dans les semaines qui ont suivi la catastrophe,.
En septembre 1906, le Buford est envoyé pour sauver plus de 600 passagers et membres d'équipage du SS Mongolia, qui avait percé sa coque après s'être échoué sur l'île Midway. Avant l'arrivée du Buford sur les lieux, l'équipage du Mongolie était parvenu à le remettre à flot. Cependant, les deux capitaines des navires décidèrent qu'il était plus prudent de renvoyer les passagers sur le Buford. Afin de garantir l'arrivée en toute sécurité de l'équipage du Mongolia, au cas où les pompes de cale du paquebot ne parviendraient pas à contenir les voies d’eau, le Buford l'escorta pendant les cinq jours de retour vers Hawaï.
En 1907 et 1911, le Buford est impliqué dans des missions de secours contre la famine en Chine. Entre 1912 et 1916, il participe à des missions d'aide aux réfugiés et aux troupes pendant la Révolution mexicaine. Avec le déclenchement de la Première Guerre mondiale en 1914, le Buford continue son travail de sauvetage des réfugiés, ramenant des Américains qui souhaitaient fuir les combats européens. Il soutient l'effort de guerre américain une fois que les États-Unis rentrent dans le conflit.
Le Buford se trouve dans le port de Galveston lorsqu'un important ouragan frappe la ville le 17 août 1915 et est la seule ligne de communication de la ville avec le monde extérieur grâce à sa radio.
En décembre 1918, le Buford subit un autre réaménagement pour le préparer au transport des troupes de la Force expéditionnaire américaine de retour de la guerre. Le 14 janvier 1919, il est transféré à l'US Navy. Il est mis en service sous le nom d'USS Buford (ID 3818) le lendemain, et affecté au transport de troupes. Au cours des six mois suivant, il effectue quatre voyages aller-retour entre les États-Unis et la France, pour ramener chez eux plus de 4 700 soldats. Il fait un autre voyage dans la zone du canal de Panama avant d'être désarmé par la Marine le 2 septembre 1919 et retourne au service de transport de l'armée,.

## Les Déportations de l' «Arche Soviétique»
Le Buford connaît sa période la plus notoire quelques mois plus tard lorsqu'il est mis en service en tant que « Soviet Ark » (« Arche Soviétique » ou « Arche Rouge »). Le 21 décembre 1919, il est utilisé pour déporter 249 radicaux politiques et autres « étrangers indésirables », principalement des membres de l'Union des travailleurs russes, vers la République socialiste fédérative soviétique de Russie. Parmi ceux-ci figurent les anarchistes Emma Goldman et Alexander Berkman. Cela se produit entre les première et deuxième vagues des Palmer Raids, durant la première période de la « Peur Rouge » aux États-Unis. Après avoir déposé ses passagers, le Buford retourne à New York le 22 février 1920.

### Contexte politique
Au cours de la première Peur Rouge de 1919-1920, qui a suivi la révolution russe, le sentiment anti-bolchevique est rapidement remplacé le sentiment anti-allemand des années de la Première Guerre mondiale. De nombreux hommes politiques et responsables gouvernementaux, ainsi qu’une grande partie de la presse et de l’opinion publique, craignaient une tentative imminente de renversement du gouvernement des États-Unis et la création d’un nouveau régime calqué sur celui des Soviétiques. Dans cette atmosphère d’hystérie publique, les opinions radicales ainsi que les dissidences modérées étaient souvent qualifiées d’anti-américaines ou de subversives et toute discussion peu élogieuse de la société américaine et de son système de gouvernement. Les liens étroits entre les immigrants européens récents et les idées et organisations politiques radicales ont également alimenté ces inquiétudes.[réf. nécessaire]
La loi sur l'espionnage de 1917 érige en délit, le fait d’interférer avec le fonctionnement ou le succès des forces armées des États-Unis. Elle criminalisait de fait tout acte ou discours qui décourageait le respect total du service militaire. Condamné en vertu de cette loi, Eugene V. Debs, cinq fois candidat à la présidence, a purgé 3 ans d'une peine de 10 ans avant que le président Warren G. Harding ne commue sa peine le jour de Noël 1921. Emma Goldman et Alexander Berkman ont également été reconnus coupables en vertu de la loi sur l'espionnage et finalement expulsés. La loi sur l'immigration de 1918 interdisait l'entrée aux États-Unis et autorisait la déportation des non-citoyens « qui ne croient pas ou s'opposent à tout gouvernement organisé ».[réf. nécessaire]

### Voyage

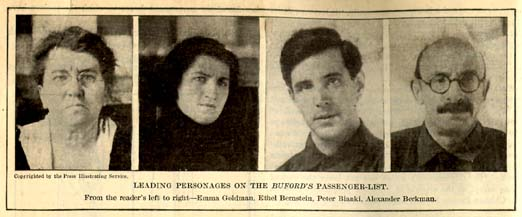
Personnalités sur la liste des passagers du Buford : Emma Goldman, Ethel Bernstein, Peter Bianki, Alexander Berkman

Le Buford quite le port de New York à 6 heures le dimanche 21 décembre 1919, avec 249 « indésirables » à bord. Parmi eux, 199 avaient été arrêté lors des Palmer Raids du 7 novembre. Certains étaient des gauchistes ou des anarchistes, mais sans doute pas moins de 180 d'entre eux furent déportés en raison de leur appartenance à l'Union des travailleurs russes, une organisation anarchiste qui remplissait des fonctions sociales et éducatives pour de nombreux immigrants russes, qui avait été la principale cible des raids. D'autres déportés, dont les célèbres dirigeants radicaux Emma Goldman et Alexander Berkman, avaient déjà été arrêtés. Tous, par leurs actes, leurs paroles ou leur appartenance à une organisation, tombaient sous la définition légale d'anarchiste en vertu de la loi sur l'immigration de 1918, qui ne faisait pas de distinction entre « les conspirateurs malveillants et les révolutionnaires destructeurs » d'une part et « les apôtres de la paix, prédicateurs du principe de non-résistance » d'autre part. Tous répondaient aux exigences de la loi dans la mesure où ils « croyaient qu'aucun gouvernement ne serait meilleur pour la société humaine que n'importe quel type de gouvernement ». Goldman avait été condamné en 1893 pour « incitation à l'émeute » et en 1917 pour interférence avec le recrutement militaire. Elle a été arrêtée à de nombreuses autres occasions. Berkman a passé 14 ans en prison pour la tentative d'assassinat de l'industriel Henry Clay Frick après la grève de l'acier de Homestead en 1892. En 1917, il avait été condamné aux côtés de Goldman pour les mêmes activités anti-conscription. La notoriété de Goldman et Berkman en tant qu’agitateurs condamnés a permis à la presse et au public d’imaginer que tous les déportés avaient des antécédents similaires. Le New York Times les a tous appelés « Russian Reds » (« Rouges russes »).
Tous les déportés n’étaient pas mécontents de quitter les États-Unis. La plupart étaient célibataires, quelques-uns étaient séparés de leur famille et certains anticipaient un avenir meilleur dans la nouvelle Russie soviétique,.

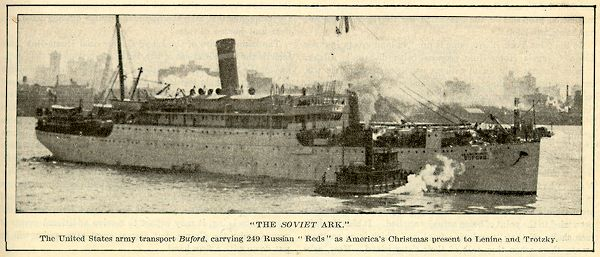
L'« ARCHE SOVIÉTIQUE » Le transport militaire américain Buford, portant 249 « Rouges», comme cadeau de Noël de l'Amérique à Lénine et Trotsky.

Vingt-quatre heures après son départ, le capitaine du Buford ouvrit des ordres scellés pour connaître sa destination prévue. Le capitaine appris sa destination finale qu'alors qu'il se trouvait dans le port de Kiel, en attendant les réparations et en embauchant un pilote allemand pour guider le navire à travers les champs de mines de la mer du Nord, non déminés malgré la capitulation de l'Allemagne un an plus tôt. Le Département d’État eut du mal à prendre les dispositions nécessaires pour arriver en Lettonie comme prévu initialement. Bien que finalement choisie, la Finlande n'était pas un choix évident, puisqu'elle et la Russie étaient alors en guerre.
FW Berkshire, inspecteur en chef de l'immigration, fit le voyage pour superviser l'opération et, contrairement à ses deux charges les plus célèbres, a rapporté peu de conflits. Un « fort détachement de marines » comptant 58 hommes enrôlés et quatre officiers accompagna également le voyage, et des pistolets furent distribués à l'équipage,.
Dans « My Disillusionment in Russia (en) », Emma Goldman écrit à propos du voyage de Buford :
Pendant vingt-huit jours, nous avons été prisonniers. Des sentinelles étaient postées à la porte de nos cabines jour et nuit, des sentinelles étaient sur le pont pendant l'heure où nous étions autorisés à respirer l'air frais. Nos camarades étaient enfermés dans des locaux sombres et humides, mal nourris, tous dans une ignorance totale de la direction que nous devions prendre.
Alexander Berkman, dans « The Russian Tragedy », a ajouté :
Nous étions prisonniers, traités avec une sévérité militaire, et le Buford, une vieille baignoire qui fuyait, mettait nos vies en danger à plusieurs reprises au cours de l'Odyssée du mois… Le voyage fut long, long, les conditions de vie que nous fûmes contraints d'endurer étaient honteuses : entassés sous le pont, vivant dans une humidité constante et un air vicié, nourris avec les rations les plus pauvres.
Le soir du 9 janvier 1920, il arrive à Kiel et est mis en cale pour des réparations. « On ne sait pas combien de temps le navire restera là-bas, mais sa destination finale serait Libau ou Riga. ».
Le Buford atteint Hanko, en Finlande, à 16h25 le vendredi 16 janvier 1920. Les prisonniers furent gardés entre les ponts jusqu'à leur débarquement le lendemain, samedi 17 janvier 1920, à 14 heures. Ils furent débarqués du navire puis escortés entre un cordon de marines américains et de gardes blancs finlandais jusqu'à un train spécial qui devait les emmener à Terijoki, à environ 3km de la frontière,. Les 249 « étrangers indésirables » furent répartis par 30 dans chaque wagon Les wagons non chauffés étaient équipés de bancs en planches, de tables et de lits. Chaque voiture contenait sept boîtes de rations militaires. Les rations comprennent du corned-beef, du sucre et du pain dur.
Des gardes blancs finlandais étaient postés sur chaque quai. Le groupe devait être complètement isolé jusqu’à ce qu’il atteigne sa destination. Une fois chargés, le train fut retenu pendant la nuit, tandis que des rumeurs circulaient selon lesquelles le groupe aurait été tué en traversant la frontière, ce qui déclencha une agitation diplomatique.
Le voyage commença le lendemain, le 18 janvier, mais les exilés furent détournés à Viborg, en Finlande, et restant confinés dans leurs wagons, en attendant la mission britannique de secours aux prisonniers, qui devait traverser la frontière russe au même moment. Retardé par les tempêtes, le Buford commença son voyage de retour le même jour.
Le 19 janvier, le trajet se poursuivit jusqu'à Terijoki. Une fois les déportés arrivés, et après avoir traversé une forte tempête de neige, une négociation fut menée sous les drapeaux blancs de trêve entre Berkman, gardé par les Finlandais, et les Russes, sur la glace de la rivière Systerbak gelée, qui séparait les lignes finlandaises et bolcheviques. Les choses étant réglées, les « indésirables » traversèrent alors la Russie à 14 heures, Berkman et Goldman attendent que tout le monde ait traversé en toute sécurité. Tous ont été accueillis avec enthousiasme, avec des acclamations et un groupe jouant l’hymne national russe. Dans la ville dévastée par la guerre de Bielo-Ostrov, qui surplombait le ruisseau, ils embarquèrent dans un train qui les conduisit à Petrograd.
La majorité de la presse américaine approuva avec enthousiasme l'opération du Buford. Plain Dealer écrit : « On espère et on s'attend à ce que d'autres navires, plus grands, plus spacieux, transportant des cargaisons similaires, suivent son sillage. ».

## Service ultérieur
Le 5 août 1920, le Buford rapatrie les cendres du patriote portoricain Dr Ramon Emerterio Betances à San Juan.
Le 2 mai 1921, une fois de plus dans le Pacifique, le Buford sauve soixante-cinq passagers et membres d'équipage du Tokuyo Maru, un cargo à vapeur japonais, qui avait pris feu et brûlé 100 km au sud-ouest de l'embouchure du fleuve Columbia, au large de Tillamook Head en Oregon.
Au milieu de l'année 1922, dans le cadre de l'une de ses dernières missions en tant que transport américain, le Buford effectue une tournée d'inspection des postes de l'armée du Nord-Ouest et de l'Alaska et ferme un certain nombre de postes sur le territoire abandonnés par le ministère de la Guerre.
Au début de 1923, le Buford est vendu à John C. Ogden et Fred Linderman de l'Alaskan Siberian Navigation Company, basée à San Francisco. Le 20 juillet, la jeune compagnie navigue vers le nord à bord du Buford avec une délégation de la Chambre de commerce de San Francisco pour explorer les opportunités commerciales des marchés de l'Alaska et de la Sibérie,. Lors de leur escale à Seattle, un jeune reporter de 25 ans sans emploi se joint au groupe, d'abord comme passager, puis comme membre de l'équipage pour gagner son billet. Son nom était Elwyn Brooks White, qui deviendra plus tard plus connu sous le nom d'E.B. White, rédacteur au New Yorker et auteur du classique pour enfants La Toile de Charlotte.
En 1924, après un voyage dans les mers du Sud, le Buford est affrété pendant trois mois par le comédien de cinéma muet Buster Keaton pour servir de décor principal à son film La Croisière du Navigator (The Navigator). Le Buford avait été « découvert » par le directeur technique de Keaton, Fred Gabourie, alors qu'il recherchait des navires pour un autre projet, L'Aigle des mers. Sorti le 13 octobre 1924, La croisière du Navigator s'est avéré être le film le plus réussi financièrement de Keaton et l'un de ses favoris personnels. Après ce moment de gloire, le Buford sombra dans l'inactivité et réapparut de temps à autre au centre de plusieurs projets financièrement douteux.[réf. nécessaire]
Le 25 février 1929, il est annoncé que le Buford serait démoli à Yokohama, au Japon, par Hasegawa Gentaro. Il quitte Los Angeles le 11 mai 1929, battant pavillon américain sous le commandement du capitaine AG Laur, pour rencontrer sa dernière destination.